# Ystads Järnvägar
De Ystads Järnvägar (afgekort: YJ) was een samenwerkingsverband in het zuidwesten van Zweden gelegen provincie  Skåne.  

## Geschiedenis
Toen het traject van Malmö naar Ystad werd gebouwd door de Malmö - Ystads Järnväg (MYJ) en in 1874 geopend was dit het moment om te gaan samenwerken met de Ystad - Eslövs Järnväg (YEJ). Uit deze samenwerking ontstond in 1884 een samenwerkingsverband omgezet in het uitvoeren van de bedrijfsvoering. 
De Ystads Järnvägar (YJ) werd in 1912 opgericht als voortzetting van het samenwerkingsverband en de bedrijfsvoering uitvoerde bij de volgende zes onafhankelijke spoorwegonderneming: 
- Ystad - Eslövs Järnväg (YEJ)
- Malmö - Ystads Järnväg (MYJ)
- Börringe - Östratorps Järnväg (BÖJ)
- Ystad - Gärsnäs - St Olofs Järnväg (YGStOJ)
- Ystad - Brösarps Järnväg (YBJ)
- Ystad - Skivarps Järnväg (YSJ)

## Genationaliseerd
De YJ en de bovengenoemde ondernemingen werden op 1 juli 1941 door de staat genationaliseerd en de bedrijfsvoering over gedragen aan de SJ. 

## Bron
- Historiskt om Svenska Järnvägar
- Jarnvag.net